# Larisa Șorban
Larisa Șorban (n. 30 ianuarie 1926, Graz, Austria – d. 2002, Cluj-Napoca) a fost o prim-balerină a Operei Naționale din Cluj. 

## Biografie
A ajuns în România ca refugiată. A studiat cu Roman Morawski (Cursaru, p. 113) și apoi, cu Oleg Danovski.  A fost a treia soție a istoricului de artă Raoul Șorban și a păstrat numele lui după divorț.
A fost prim-balerină a Operei Naționale din Cluj. Rolurile sale cele mai cunoscute au fost Giselle, Coppélia, Esmeralda, Odette-Odile („Lacul lebedelor”), Cenușăreasa, Anotimpurile, Menaru („Întoarcerea din adâncuri” de Mihail Jora), Paraschiva („Domnișoara Nastasia” de Cornel Trăilescu), Femeia în negru („Strigătul”, de Jozsef Hencz); a fost solistă de balet în operele Aida, Faust, Gioconda, Lakmé; a realizat ocazional coregrafii la Opera clujeană („Liliacul”, 1991). La Opera Maghiară din Cluj a dansat în piesele „Fântâna din Bahcisarai” de Boris Asafiev, „Macul roșu” de Reinhold Glier (NOTĂ Iorga, 107), „Romeo și Julieta” de Prokofiev. La București, a dansat în „Călărețul de aramă” de Glier (1953 și 1954). 
A obținut premiul I la concursurile naționale de balet din 1953, 1955, 1957, alături de Irinel Liciu și de Valentina Massini.
După pensionare (1977) (NOTĂ Cursaru, p. 113), a predat la Liceul de Coregrafie clujean, printre discipolele sale fiind și Simona Noja, devenită prim-balerină a Operei din Viena.